# Quadratische Ergänzung
Die quadratische Ergänzung ist ein Verfahren zum Umformen von Termen, in denen eine Variable quadratisch vorkommt, so dass ein quadriertes Binom („vollständiges Quadrat“) entsteht und die erste oder zweite binomische Formel „rückwärts“ angewendet werden kann. Dieses Verfahren kann zum Beispiel zur Lösung von quadratischen Gleichungen oder zur Bestimmung der Scheitelpunktform (und damit auch des Scheitelpunkts, also des Extremwerts) von quadratischen Funktionen verwendet werden.
In der analytischen Geometrie gehört dieses Verfahren zu den Methoden, mit denen Gleichungen von Quadriken auf eine Normalform gebracht werden können. Dabei werden quadratische Terme in mehreren Variablen (quadratische Formen) umgeformt.

## Beispiele

### Bestimmung der Scheitelpunktform einer quadratischen Funktion
Eine quadratische Funktion, die in der allgemeinen Form
{\displaystyle y=ax^{2}+bx+c}
vorliegt, soll in die Scheitelpunktform
{\displaystyle y=a(x-x_{S})^{2}+y_{S}}
umgewandelt werden, wobei {\displaystyle x_{S},y_{S}} die Koordinaten des Scheitelpunkts sind. Zunächst wird der Leitkoeffizient {\displaystyle a\neq 0} ausgeklammert:
{\displaystyle y=a\left(x^{2}+{\frac {b}{a}}x\right)+c}
Der eingeklammerte Term wird jetzt durch das Einfügen der „nahrhaften Null“ {\displaystyle (b/2a)^{2}-(b/2a)^{2}} (auch „Nullergänzung“ genannt) so umgeformt, dass die erste binomische Formel angewendet werden kann.
| Quadratische Ergänzung:     | {\displaystyle y=a\left(x^{2}+{\frac {b}{a}}x+\left({\frac {b}{2a}}\right)^{2}-\left({\frac {b}{2a}}\right)^{2}\right)+c} |
| Binomische Formel:          | {\displaystyle y=a\left[\left(x+{\frac {b}{2a}}\right)^{2}-\left({\frac {b}{2a}}\right)^{2}\right]+c}                     |
| Ausmultiplizieren:          | {\displaystyle y=a\left(x+{\frac {b}{2a}}\right)^{2}-{\frac {ab^{2}}{4a^{2}}}+c}                                          |
| Scheitelpunktform:          | {\displaystyle y=a\left(x-\left(-{\frac {b}{2a}}\right)\right)^{2}+\left(c-{\frac {b^{2}}{4a}}\right)}                    |
| Ablesen des Scheitelpunkts: | {\displaystyle S\left(-{\frac {b}{2a}}\right\|\left.c-{\frac {b^{2}}{4a}}\right)}                                         |

#### Beispiel
| Gegebene quadratische Funktion:    | {\displaystyle y=2x^{2}-12x+13\,}  |
| Ausklammern des Leitkoeffizienten: | {\displaystyle y=2(x^{2}-6x)+13\,} |

Wegen {\displaystyle ({\tfrac {6}{2}})^{2}=9} wird die „nahrhafte Null“ {\displaystyle 9-9} eingefügt:
| Quadratische Ergänzung:         | {\displaystyle y=2(x^{2}-6x+9-9)+13\,} |
| Binomische Formel:              | {\displaystyle y=2[(x-3)^{2}-9]+13\,}  |
| Ausmultiplizieren:              | {\displaystyle y=2(x-3)^{2}-18+13\,}   |
| Scheitelpunktform der Funktion: | {\displaystyle y=2(x-3)^{2}-5\,}       |
| Ablesen des Scheitelpunkts:     | {\displaystyle S(3\|-5)\,}             |

### Lösung einer quadratischen Gleichung
(Es sind die allgemeinen Regeln zum Lösen von Gleichungen zu beachten.)
| Gegebene quadratische Gleichung: | {\displaystyle 2x^{2}-12x=32\,} |
| Normierung:                      | {\displaystyle x^{2}-6x=16\,}   |

Die linke Seite der Gleichung wird jetzt in die Form {\displaystyle x^{2}-2dx+d^{2}} gebracht, so dass die zweite binomische Formel angewendet werden kann. {\displaystyle d^{2}} wird auch auf der rechten Seite der Gleichung addiert:
| Quadratische Ergänzung:       | {\displaystyle x^{2}-6x+9=16+9\,}                     |
| Bildung des Quadrats:         | {\displaystyle (x-3)^{2}=25\,}                        |
| Wurzelziehen:                 | {\displaystyle \|x-3\|=5\,}                           |
| Auflösen der Betragsfunktion: | {\displaystyle x-3=-5\,} oder {\displaystyle x-3=5\,} |
| Lösungsmenge:                 | {\displaystyle \mathbb {L} =\{-2;8\}}                 |

### Bestimmung einer Stammfunktion
Das unbestimmte Integral
{\displaystyle \int {\frac {1}{4x^{2}-8x+13}}\,\mathrm {d} x}
soll berechnet werden.
Die quadratische Ergänzung im Nenner liefert
{\displaystyle 4x^{2}-8x+13=\dotsb =4(x-1)^{2}+9\,.}
Für das Integral bedeutet dies:
{\displaystyle {\begin{aligned}\int {\frac {1}{4x^{2}-8x+13}}\,\mathrm {d} x&={\frac {1}{4}}\int {\frac {1}{(x-1)^{2}+({\frac {3}{2}})^{2}}}\,\mathrm {d} x\\&={\frac {1}{4}}\cdot {\frac {2}{3}}\arctan {\frac {2(x-1)}{3}}+C\end{aligned}}}
Beim letzten Umformungsschritt oben wurde das folgende bekannte Integral eingesetzt, welches man einer Tabelle von Stammfunktionen entnehmen kann:
{\displaystyle \int {\frac {1}{x^{2}+a^{2}}}\,\mathrm {d} x={\frac {1}{a}}\arctan {\frac {x}{a}}+C}

### Normalform einer Quadrik
Die Quadrik
{\displaystyle Q=\{(x,y)\in \mathbb {R} ^{2}\mid q(x,y)=0\}} mit {\displaystyle q(x,y)=x^{2}+4xy+5y^{2}-6x-14y+9}
soll auf affine Normalform gebracht werden.
Quadratische Ergänzung in der Variablen {\displaystyle x} (d. h. {\displaystyle y} wird als Parameter angesehen) und anschließende quadratische Ergänzung in {\displaystyle y} ergibt
{\displaystyle {\begin{aligned}q(x,y)&=x^{2}+(4y-6)x+5y^{2}-14y+9\\&=x^{2}+(4y-6)x+(2y-3)^{2}-(2y-3)^{2}+5y^{2}-14y+9\\&=(x+2y-3)^{2}-(2y-3)^{2}+5y^{2}-14y+9\\&=(x+2y-3)^{2}+y^{2}-2y\\&=(x+2y-3)^{2}+y^{2}-2y+1^{2}-1^{2}\\&=(x+2y-3)^{2}+(y-1)^{2}-1\end{aligned}}}
Mit der Substitution {\displaystyle u=x+2y-3}, {\displaystyle v=y-1} wird also die Gleichung der Quadrik {\displaystyle Q} auf die Kreisgleichung {\displaystyle u^{2}+v^{2}=1} transformiert.

## Geschichte
Die quadratische Ergänzung samt ihrer geometrischen Veranschaulichung geht zurück auf das Rechenlehrbuch al-Kitāb al-muḫtaṣar fī ḥisāb al-ǧabr wa-ʾl-muqābala (Das kurz gefasste Buch über die Rechenverfahren durch Ergänzen und Ausgleichen, entstanden um 825 n. Chr.) des persischen Mathematikers und Universalgelehrten al-Chwarizmi, der im 9. Jahrhundert in Bagdad wirkte. Auf dieses Buch geht auch der Begriff „Algebra“ zurück. 1145 entstand die erste lateinische Übersetzung von Robert von Chester, Liber algebrae et almucabola., die einen großen Einfluss auf die weitere Entwicklung der Mathematik in der Renaissance hatte. So verweist Cardano in seinem Werk Ars magna explizit auf al-Chwarizmi als den Erfinder der beschriebenen „Kunst“.
Mit „Ergänzen und Ausgleichen“ ist die Addition und gleichzeitige Subtraktion des Terms {\displaystyle \left({\frac {p}{2}}\right)^{2}} gemeint, wie in obiger grafischer Animation dargestellt. Dieser Kniff lässt das vollständige Quadrat {\displaystyle \left(x+{\frac {p}{2}}\right)^{2}=x^{2}+px+\left({\frac {p}{2}}\right)^{2}} mit den Seitenlängen {\displaystyle x+{\frac {p}{2}}} entstehen, dessen Flächeninhalt {\displaystyle \left({\frac {p}{2}}\right)^{2}-q} betragen muss, wenn das (reelle) {\displaystyle x} die Gleichung {\displaystyle x^{2}+px+q=0} löst. So erhält man die Lösung(en) {\displaystyle x_{i}+{\frac {p}{2}}=(-1)^{i}\cdot {\sqrt {\left({\frac {p}{2}}\right)^{2}-q}}} für {\displaystyle i=0,1}.